# Vicia monantha
Vicia monantha là một loài thực vật có hoa trong họ Đậu. Loài này được Retz. miêu tả khoa học đầu tiên.